# Cidade Histórica de Guanajuato e Minas Adjacentes
A Cidade Histórica de Guanajuato e Minas Adjacentes situam-se no estado Mexicano de Guanajuato. São um Património Mundial da Unesco desde 1988.

## História
Guanajuato tem origem pré-colombiana. Os astecas a chamavam "Paxtitlan", o que quer dizer "palheiro", mas o nome popular vem da língua purépecha. "Quanaxhuato" quer dizer "lugar cheio de rãs". Em 1554 foi fundada aí uma cidade. Localiza-se numa das áreas do México mais ricas em prata e é bem conhecida pela sua arquitectura colonial espanhola.
Guanajuato também desempenhou um grande papel na Guerra da Independência do México, pois é a cidade onde Miguel Hidalgo começou o movimento da independência.

## Galeria

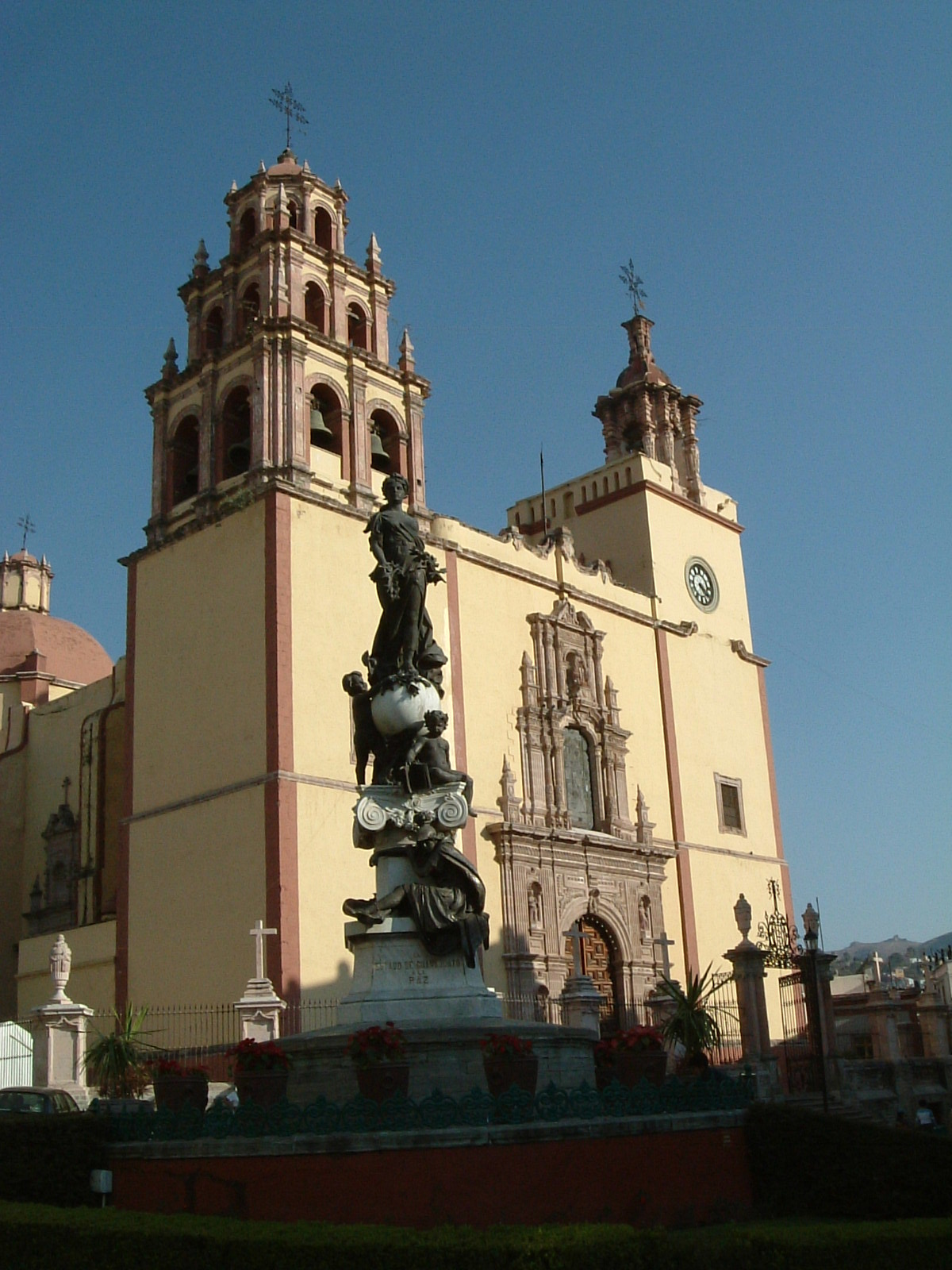
Basílica de Guanajuato
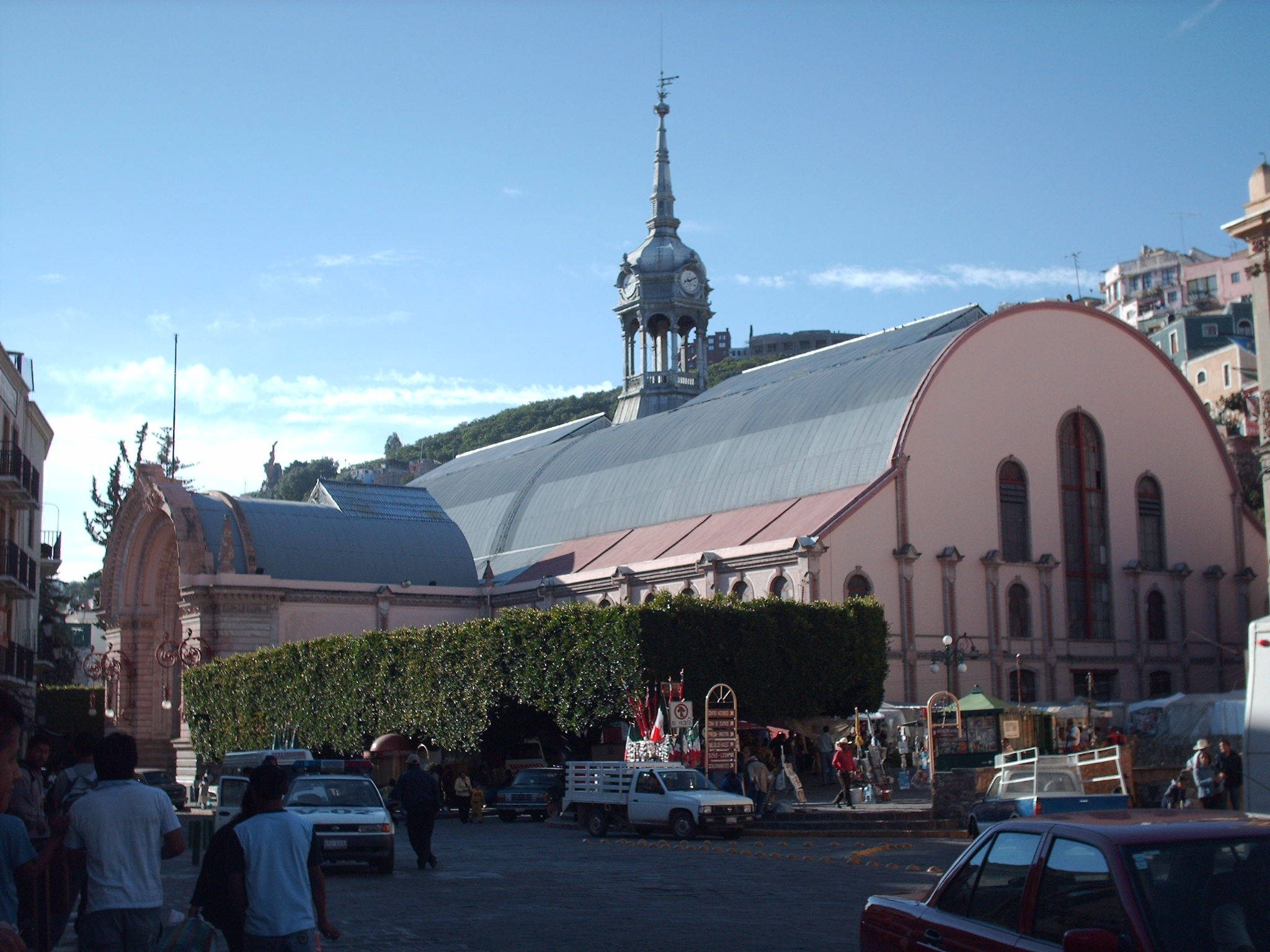
Mercado Hidalgo, em Guanajuato
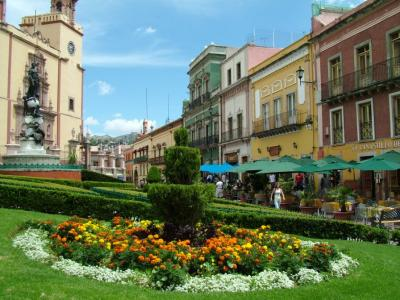
Plaza de la Paz, em Guanajuato

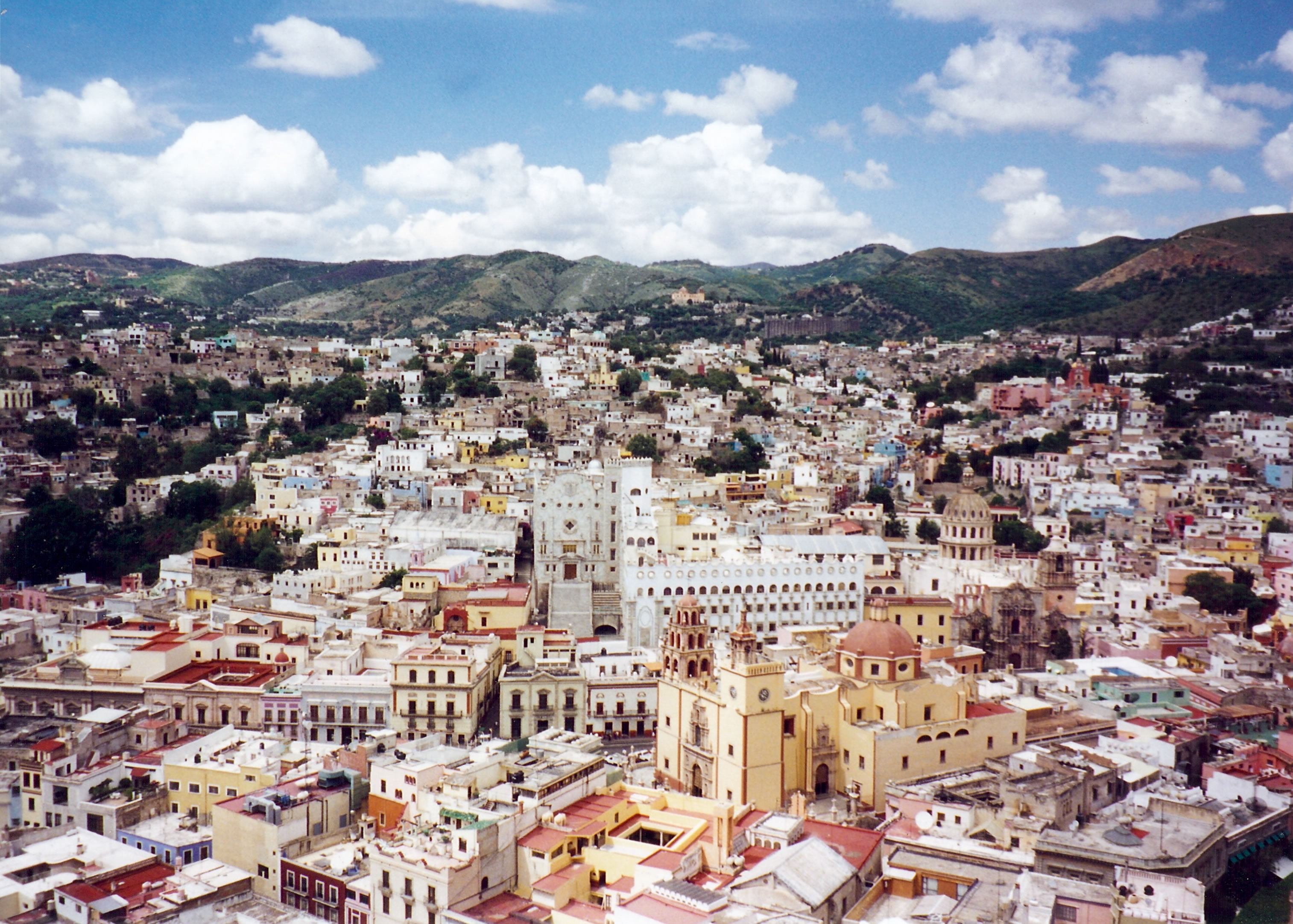
Vista de Guanajuato